# Аварія Boeing 737 в Трабзоні
Рейс 8622 Pegasus Airlines — внутрішній турецький авіарейс з Анкари в Трабзон. 13 січня 2018 року під час приземлення в аеропорту Трабзона літак викотився за межі злітно-посадкової смуги та з'їхав в обрив. Ніхто з 168 осіб — пасажирів і членів екіпажу не постраждав, проте саме судно отримало значні пошкодження і було списане.

## Літак
Boeing 737-82R «Зейнеп» (реєстраційний номер TC-CPF, заводський 40879, серійний 4267) турецької авіакомпанії «Pegasus Airlines» здійснив свій перший політ 15 листопада 2012 року. На момент інциденту в Трабзоні здійснив 9 польотів, при цьому з боку пілотів або наземних служб ніяких повідомлень про несправності судна не надходило.

## Аварія
Літак, що виконував внутрішній рейс PC8622 з аеропорту Анкари, в 23:26 за місцевим часом (20:26 UTC) здійснив приземлення в аеропорту Трабзона. Відразу після посадки лайнер викотився лівіше злітно-посадкової смуги, пробив огорожу, з'їхав по схилу і, застрягнув в утвореному після сильного дощу, бруду, зупинився в декількох метрах від моря. На борту знаходилися 168 пасажирів і членів екіпажу, ніхто не постраждав і всі були евакуйовані через вихід у хвості літака. Повітряне судно отримало серйозні ушкодження, його правий двигун впав у воду.
Відразу після інциденту трабзонський аеропорт був закритий і відновив свою роботу лише в 8:00 за місцевим часом (5:00 UTC) 14 січня, а всі літаки були перенаправлені в аеропорт поблизу міста Гюльяли.

## Розслідування
15 січня прокуратурою Трабзона було розпочато розслідування обставин аварії. Екіпаж судна пройшов перевірку на стан алкогольного сп'яніння і був опитаний. За словами одного з пілотів після приземлення правий двигун раптово збільшив свою потужність, внаслідок чого літак неконтрольовано повернув і продовжив свій рух поза злітно-посадковою смугою.